# Lin Yutang
Lin Yutang (林語堂P; Banzai, 10 ottobre 1895 – Hong Kong, 26 marzo 1976) è stato uno scrittore, traduttore e saggista cinese, le cui originali creazioni e traduzioni sono diventate popolarissime in Occidente.
Fu candidato due volte al Nobel per la letteratura, nel 1940 e nel 1950.

## Biografia
Insegnò letteratura inglese per alcuni anni all'Università Beida, ma nel 1931 si trasferì negli Stati Uniti.
Esordì in campo letterario con due saggi, Il mio paese e il mio popolo (吾国与吾民S, 1935) e L'importanza di vivere (生活的艺术S, 1937), che gli procurarono una fama internazionale. Uno dei suoi romanzi, Il cancello vermiglio, fu accolto molto positivamente in Italia.
Fu autore di un dizionario cinese-inglese, pubblicato nel 1972.
Da ricordare inoltre:
- Between Tears and Laughter (1943)
- The Chinese Theory of Art (1967)
- Chinese-English Dictionary of Modern Usage (1973)
- The Wisdom of India (1948)

Lin Yutang morì nel 1976 e fu sepolto presso la sua casa, a Taipei, dove aveva vissuto negli ultimi anni.